# Myrmosicarius persecutor
Myrmosicarius persecutor är en tvåvingeart som beskrevs av Borgmeier 1931. Myrmosicarius persecutor ingår i släktet Myrmosicarius och familjen puckelflugor. Inga underarter finns listade i Catalogue of Life.